# グリゴリー・メクレル
グリゴリー・コノヴィッチ・メクレル（ロシア語: Григорий Конович Меклер、1909年6月26日 - 2005年）は、ソビエト連邦の軍人。退役大佐。

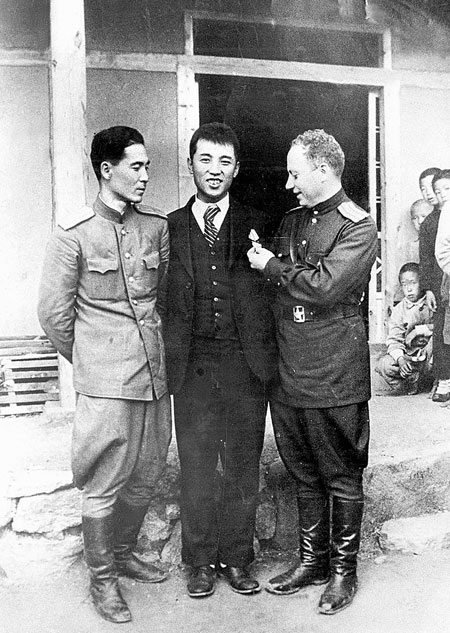
左からミハイル・カン少佐、金日成、メクレル中佐（1945年10月14日）

## 経歴
白ロシア、バエヴォ村の鍛冶屋の大家族に生まれる。中学校卒業後、1924年にオデッサに移り、3年後、ペンキ塗装工専攻で専門学校を卒業する。1926年からコムソモール員。その後、クラスノダール教育大学歴史学部で哲学を学ぶと同時に、市の中学校で講師を務めた。大学2年生の時、「優等生」としてモスクワに呼ばれ、モスクワ国立大学哲学に転校した。大学での教育と並行して、モスクワ地質調査大学哲学課程で講師を務めた。全連邦共産党（ボリシェヴィキ）党員候補となる。
1933年、党中央委員会の勧告により、東洋学大学の特殊学部に選抜された。1年間の教育で、日本語、英語、ドイツ語を学び、軍事訓練を受けた。1934年末、少尉に任官し、軍事通訳として極東の第48攻撃航空旅団に配属された。1937年～1940年、独立赤旗極東軍本部情報科で勤務。1940年～1946年、中佐の階級で極東戦線（1945年8月から第1極東戦線）政治局第7課（特殊プロパガンダ）長。1941年～1942年の間、コンスタンチン・ロコソフスキー将軍の本部に出向し、モスクワ防衛に参加した。1945年12月、極東軍管区政治局第7課長。
1946年12月～1948年、東シベリア軍管区日本兵捕虜賠償問題担当全権代表。1948年～1949年、東シベリア軍管区政治局の講師。1950年～1955年、イルクーツク軍事航空技術学校の講師。1955年、退役。

## 退役後
1957年～1982年、ソ連科学アカデミー東洋学研究所の科学職員。ソ連解体を経て、ロシア連邦功労文化職員として、年金生活を送った。
最晩年に居住するモスクワで、NHKスペシャル「ドキュメント北朝鮮」（全3回で放送の第1回）で、北朝鮮創成期の証言インタビューに応じた。